# Robbie Williams
Robert Peter „Robbie” Williams (n. 13 februarie 1974) este un cântăreț și compozitor englez, nominalizat la premiile Grammy, și câștigător al premiilor BRIT.
Și-a început cariera ca membru al trupei Take That în 1990. În 1995, a părăsit formația, după ce vânduse 25 de milioane de copii, pentru a-și începe cariera solo. Solo a vândut peste 55 de miloane de albume, și 17 milioane de single-uri.

Williams a intrat în Cartea Recordurilor datorită faptului că în doar o zi a vândut mai mult de 1.6 milioane de bilete pentru turneul său mondial din 2006. Este câștigătorul a mai multor premii, inclusiv 15 premii BRIT și 6 premii ECHO. În 2004, a fost introdus în UK Music Hall of Fame, fiind votat Cel mai bun artist al anilor '90.

## Discografie
Albume de studio
- Life thru a Lens (1997)
- I've Been Expecting You (1998)
- Sing When You're Winning (2000)
- Swing When You're Winning (2001)
- Escapology (2002)
- Intensive Care (2005)
- Rudebox (2006)
- Reality Killed the Video Star (2009)
- Take the Crown (2012)
- Swings Both Ways (2013)
- Under the Radar Volume 1 (2014)

## Turnee
- 1997: Show Off Must Go On Tour
- 1998: Ego Has Landed Tour
- 1998–99: One More for the Rogue Tour
- 1999: 1999 Tour (Man, The Myth, The Tax Bill [a.k.a. Born To Be Mild], A Few Dollars More..., Get Your Coat Baby, You've Pulled!)
- 2000–01: The Sermon on the Mount Tour
- 2001: Weddings, Barmitzvahs & Stadiums Tour
- 2003: 2003 Tour (Weekends of Mass Distraction, Cock of Justice, Aussie Typo)
- 2006: Close Encounters Tour
- 2013: Take the Crown Stadium Tour
- 2014: Swings Both Ways Live
- 2015: Let Me Entertain You Tour